# Servir les dieux d'Égypte
Servir les dieux d'Égypte est une exposition présentée du 25 octobre 2018 au 27 janvier 2019 au Musée de Grenoble, abordant à partir de la collection d'antiquités égyptiennes du musée et avec l'aide de plusieurs musées européens, l'importance du culte d'Amon-Rê il y a 3 000 ans dans l'ancien centre administratif de Thèbes (actuel Louxor). 
L'exposition est inaugurée le 24 octobre en présence de Jean-Luc Martinez, président-directeur du Musée du Louvre.
Avec 136 127 visiteurs, le bilan de fréquentation représente la seconde affluence d'une exposition au Musée de Grenoble, derrière celle du peintre Chagall en 2011.

## Contexte
La ville de Grenoble est historiquement liée à l'Égypte antique dès l'année 1777 par le legs de pièces égyptiennes de l'abbaye de Saint-Antoine au cabinet des Antiques de la bibliothèque municipale de Grenoble. Mais ce lien va surtout se renforcer grâce à deux de ses habitants arrivés dès les premières années du XIXe siècle, Jean-François et Jacques-Joseph Champollion. Leur rencontre avec Joseph Fourier, préfet du département et ancien membre de la Campagne d'Égypte est décisive. Cet engouement pour l'Égypte ancienne va se poursuivre avec d'autres personnages originaires de Grenoble comme Jean-Marie Dubois-Aymé, également membre de la Campagne d'Égypte ou Louis de Saint-Ferriol qui mettra sa fortune au service de cette passion pour l'Égypte au point de suivre les pas de Champollion et de constituer un musée privé dans les années 1840. Le 9 décembre 1867, la venue à Grenoble de Ferdinand de Lesseps venu visiter son parent le comte Oronce de Galbert ravive l'égyptologie pour les habitants même si son but principal reste le financement du canal de Suez. Au legs de la collection de Louis de Saint-Ferriol au musée en 1916, viennent s'ajouter des dons de Léon de Beylié ou l'attribution par la Société française de fouilles archéologiques en 1907 et 1913 de nombreux objets dont la prophétesse d'Antinoé, permettant ainsi de constituer la quatrième collection d'antiquités égyptiennes de France. 
En octobre 2018, le souhait du conservateur Guy Tosatto de remettre en lumière la collection égyptienne du musée se réalise après quatre ans d'efforts, par l'organisation de cette exposition, avec l'aide du Musée du Louvre, du British Museum, du Musée égyptien de Berlin, du Musée égyptien de Hanovre, du Musée d'Histoire de l'art de Vienne, du château-musée de Boulogne-sur-Mer, du Musée Champollion de Figeac ainsi que de la Bibliothèque nationale de France.

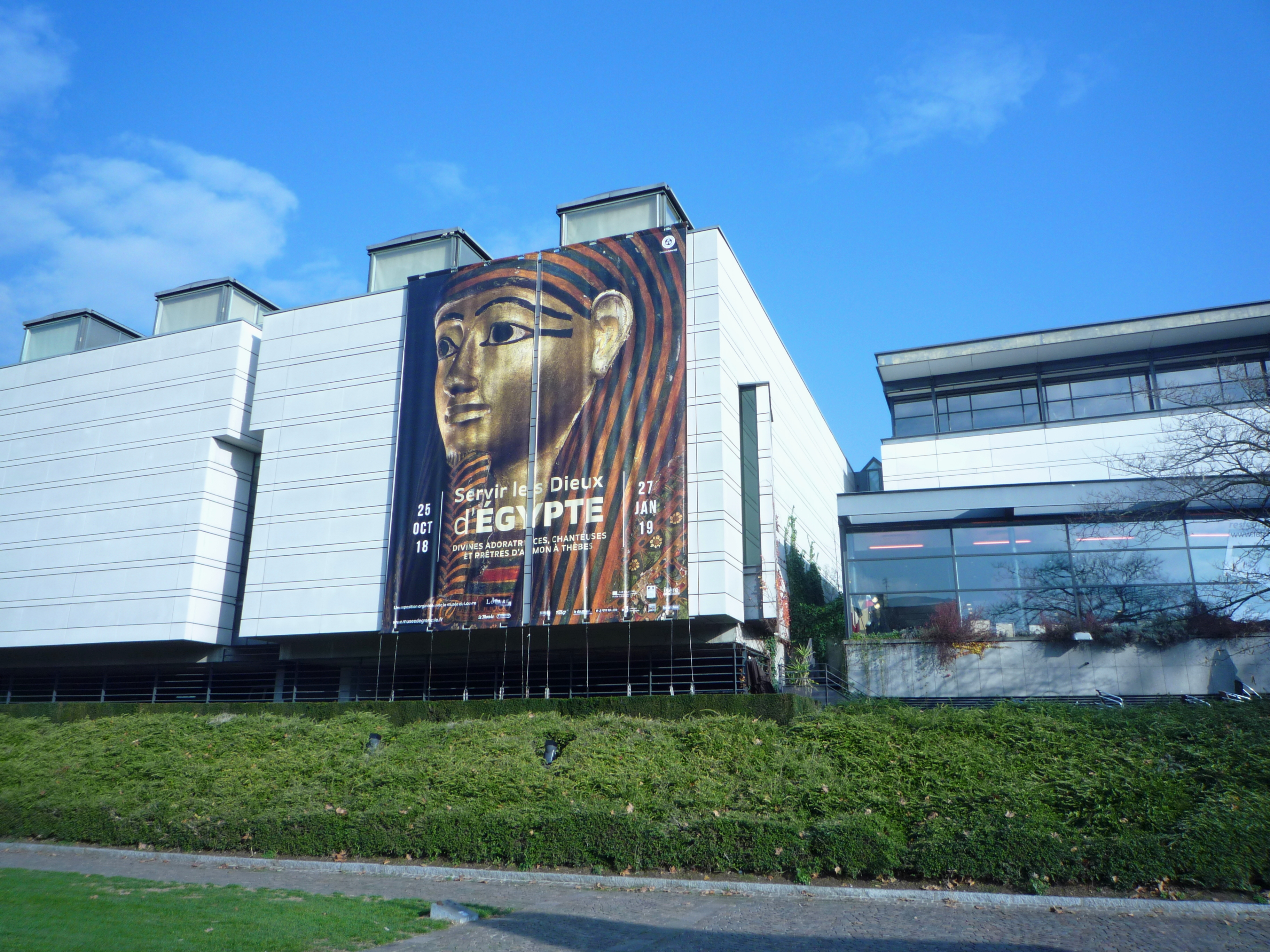
Affiche de l'exposition au musée.

Pour la première fois, le musée fait appel à une scénographe, Cécile Degos et le patio du musée est utilisé pour étendre à 1 500 m2 la superficie des salles d'exposition temporaire. Des cloisons doivent être modifiées pour satisfaire au parcours et toutes les vitrines d'exposition sont réalisées sur mesure pour chaque objet avec des normes précises sur la qualité du verre mais également sur le type de peinture utilisée afin de ne pas interagir avec les objets en métal. Pour l'occasion, une bande annonce de l'exposition est disponible sur la chaine Youtube du musée. Guy Tosatto assure le commissariat général de l'exposition et Florence Gombert-Meurice, conservateur en chef du patrimoine au département des antiquités égyptiennes du musée du Louvre, le commissariat scientifique, en collaboration avec Frédéric Payraudeau, maître de conférences à Sorbonne Université.
L'exposition se compose de 273 pièces dont 200 prêtées par le Musée du Louvre et parmi celles-ci certaines sont dévoilées pour la première fois au public. Le cartonnage de Néhemsymontou en toiles de lin stuquées est choisi pour l'affiche officielle de l'exposition. En marge de l'évènement, se déroulent à l'auditorium du musée, quatre conférences sur l'Égypte organisées par l'association Les Amis du Musée de Grenoble et deux concerts autour du même thème organisés par l'association Musée en musique. La cinémathèque de Grenoble s'associe également à l'évènement en projetant deux films liés à l'Égypte.

## Thème
L'intitulé complet de l'exposition est Servir les dieux d'Égypte. Divines adoratrices, chanteuses et prêtres d'Amon à Thèbes. Elle explique le rôle du clergé féminin au sein du temple de Karnak à Thèbes, devenu un important centre religieux et administratif du sud de l'Égypte durant la Troisième Période intermédiaire s'étendant sur quatre siècles à partir de - 1069. Aux côtés du clergé masculin, ces femmes, souvent filles de roi, appelées divines adoratrices d'Amon et chanteuses d'Amon, tenaient un rôle de contre-pouvoir face à celui des pharaons s'exerçant au nord de l'Égypte. Il n'y a qu'une seule divine adoratrice d'Amon, dominant le clergé, en fonction ; il faut attendre sa mort pour qu'une autre entre en fonction. Elles étaient accompagnées par les chanteuses d'Amon, prêtresses chargées des rituels, dont certaines étaient célibataires.

## Parcours de visite
Parmi les 273 pièces d'exposition, figurent des cercueils, statues, bijoux, vases, stèles, papyrus appartenant à des prêtres ou à des divines adoratrices, donnant l'occasion de rassembler pour la première fois depuis le XIXe siècle les cercueils des membres d’une même famille, celle de Pamy. C'est également le cas pour le cercueil de Psammétique qui retrouve plusieurs de ses ouchebtis.
L'ensemble du parcours, tel que l'a scénographié Cécile Degos, est constitué de quatre parties, chaque salle peinte d'une couleur en rapport avec le thème et les objets exposés. Le passage d'une partie à l'autre est matérialisé par des photos monumentales. On accède à l'exposition et on en sort par deux portes monumentales.

### Thèbes du premier millénaire

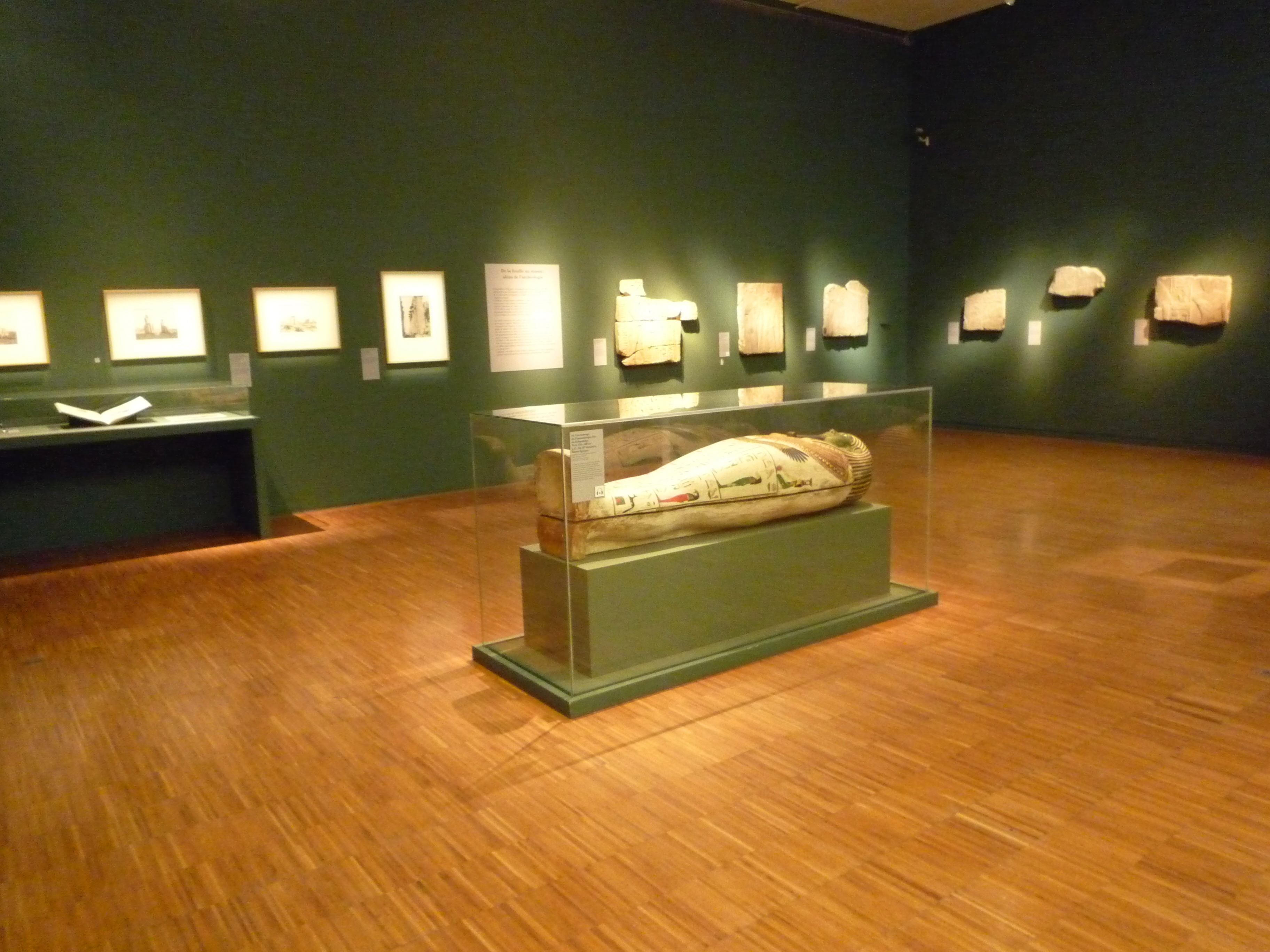
Cartonnage peint de Psammétique allongé au centre de la seconde salle.

La première partie se compose de deux salles dont les murs verts évoquent le fleuve nourricier. La première, illustrée d'un agrandissement d'une vue générale de Karnak datant de 1851 et , permet d'exposer sur un plan historique et géographique la ville de Thèbes située sur la rive est du Nil, dont provient une bonne partie de la collection grenobloise. Les visiteurs découvrent en premier une couverture de momie en bois ainsi que le fonds de la cuve du cercueil intérieur de Hénouttaneb, maîtresse de maison durant la XXIe dynastie. C'est également l'occasion de rappeler le legs fait au musée par le fils du comte de Saint-Ferriol, dont l'un des carnets de voyage qu'il rédigea durant son périple égyptien de 1841 est exposé. On retrouve quelques éléments d'actualité de la fin du XIXe siècle retraçant la découverte de tombes sur le site de Deir el-Bahari avec le magazine L'Illustration du 4 avril 1891 et une photographie des fouilleurs sur la deuxième Cachette de Deir el-Bahari prêtée par le Collège de France. Une série de fragments de blocs de grès représentant des scènes rituelles comme l'investiture d'un roi sont accrochés aux murs.
Le cartonnage peint de Psammétique du Musée de Grenoble est exposé allongé au centre de la seconde salle. Deux coffrets à vases canopes et huit ouchebtis bleus de ce Psammétique, fils de Sébarékhyt, sont également présentés à ses côtés ; ainsi qu'une stèle de donation du pharaon Osorkon Ier à la déesse Hathor, en réalité un musicien joueur de harpe. Ces stèles servaient de bornes pour délimiter les propriétés. De petits objets sont également présents comme l'égide à tête de lionne en électrum au nom du roi Osorkon IV et de sa mère la reine Tadibastet.

### Les prêtres dans la nécropole

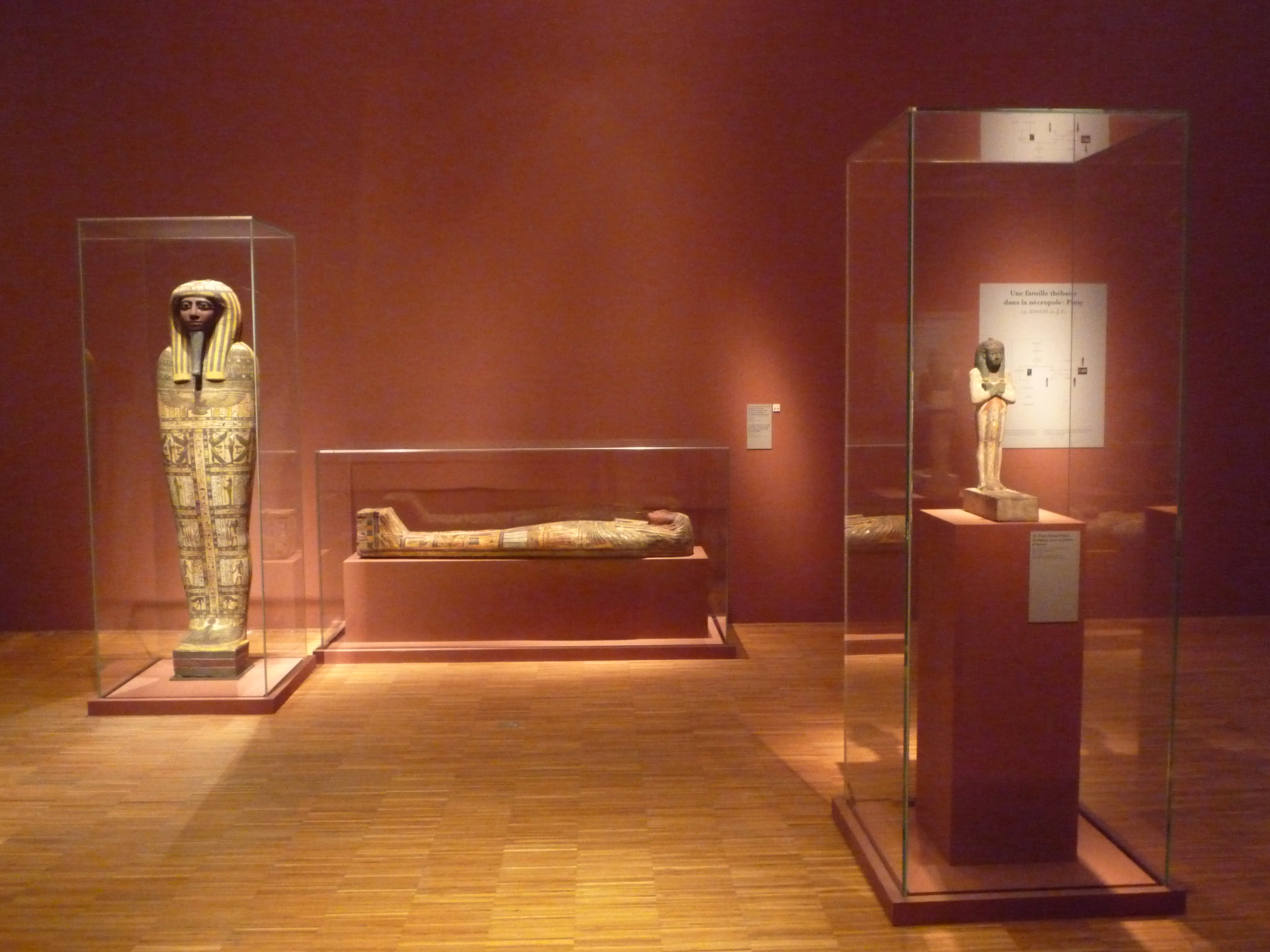
Objets relatifs à la famille Pamy regroupés pour l'exposition.

La seconde partie, aux murs passant de l'ocre jaune au rouge sombre, emmène les visiteurs sur la rive ouest du Nil, monde des morts. En angle droit, un agrandissement de la photographie de 1891 des fouilleurs et de leurs découvertes à Deir el-Bahari et une photo géante du site de Deir el-Bahari, encadrent le cartonnage de Djedmoutiouefânkh. Ce dernier est présenté sur un support d'acier posé sur un miroir afin de laisser voir le dessous comportant un laçage. Dans la salle, plusieurs autres cercueils intérieurs ou extérieurs aux fins décors polychromes sont présentés soit verticalement, comme celui de la princesse Irbastetoudjanéfou, fille de Takélot III ou le couvercle du cercueil intérieur du prophète d'Amon, Pamy, soit allongés, comme celui de Penoupoker, fils, comme Pamy, du vizir de Pakhar et d'Irbastetoudjanéfou. Ces derniers sont regroupés avec la statue funéraire en bois de Pamy venue du British Museum.
Sont exposées des stèles funéraires en bois peint, comme celle de Renpetmaâ, père divin d'Amon-Rê priant Rê-Horakhty ou celle de Méresamon, chanteuse-Hésyt de la maison d'Amon. Un jeu de quatre vases canopes factices est présenté. Ces objets d’une seule pièce sont, comme les vrais canopes, placés sous la protection des quatre fils d'Horus et  représentent une tête d'homme (Amset), une tête de babouin (Hâpi), une tête de faucon (Qebehsenouf) et une tête de chacal (Douamoutef). Dans le même registre, sont exposés quatre cercueils à viscères miniatures du prêtre Nésyamon provenant de la nécropole thébaine. Des papyrus funéraires de maîtresses de maison provenant du Musée du Louvre sont présentés à ce stade du parcours, celui de Djedkhonsouiouesânkh de la XXIIe dynastie à l'encre au carbone et celui de la chanteuse-chémayt d'Amon-Rê, Baoumouternakhtou, de la XXIe dynastie, au pigment minéral jaune. Cette seconde partie s'achève avec une paroi de mur en verre permettant de voir recto-verso une partie importante d'une cuve de cercueil en bois peint d'une chanteuse d'Amon, Tanakhtentahat, conservée par le musée de Grenoble.

### Les prêtres dans le temple d'Amon à Karnak

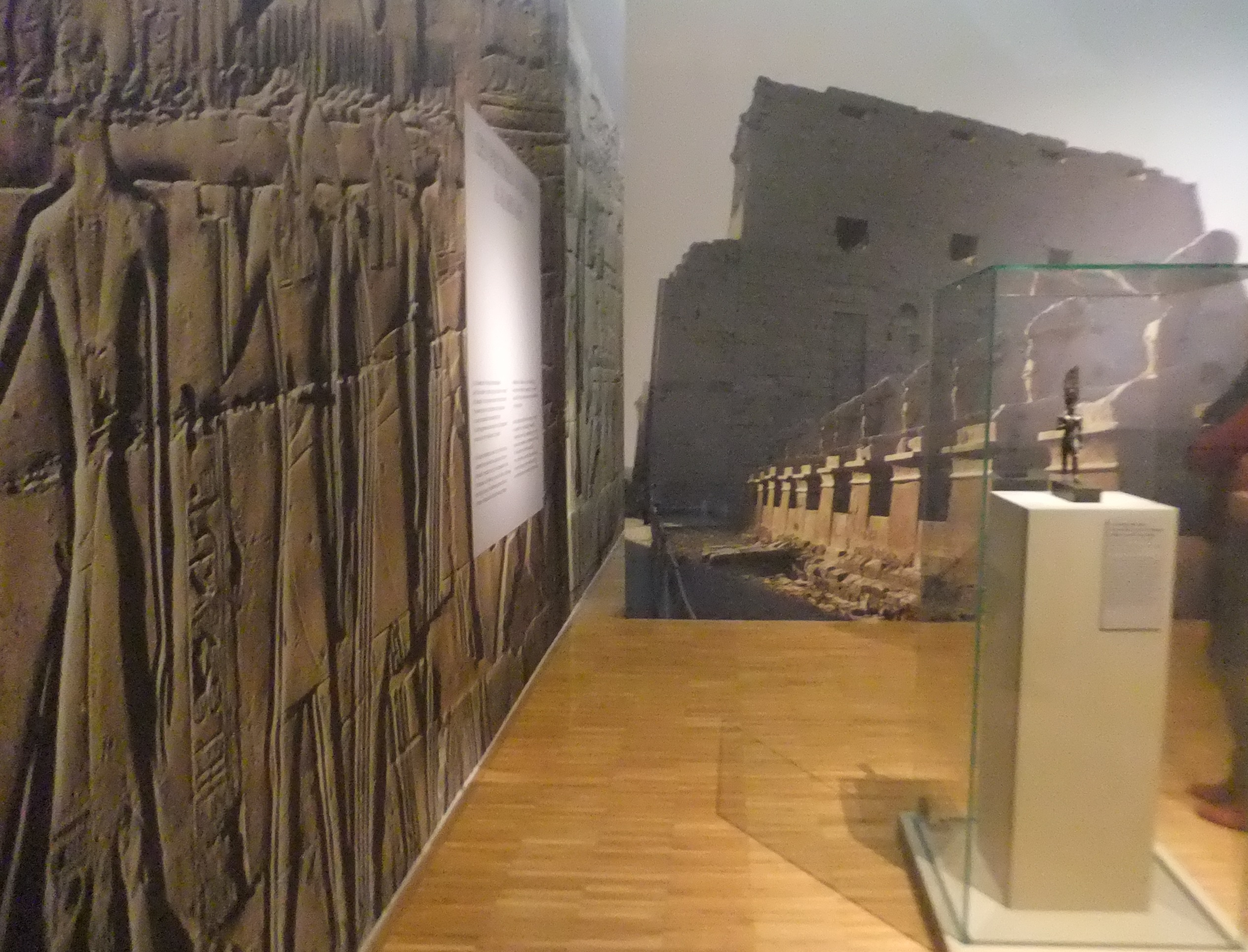
Entrée de la 3e partie : en fond l'allée des sphynx qui conduisait du temple au débarcadère sur le Nil.

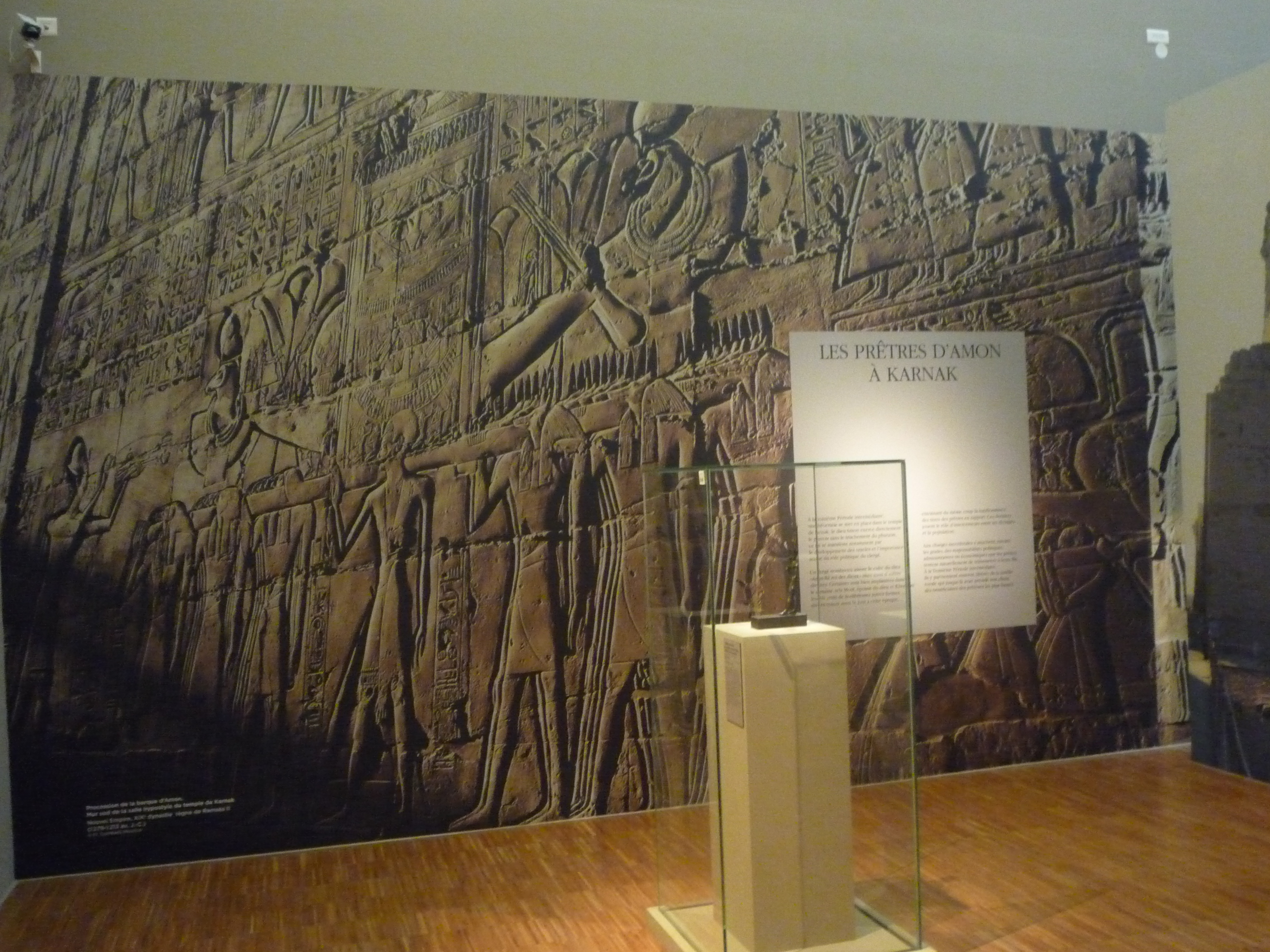
La statuette du dieu Amon-Rê accueille les visiteurs au seuil de cette 3e partie.

Avec cette troisième partie consacrée aux prêtres dans le temple d'Amon à Karnak, le visiteur revient sur la rive est du Nil. Invité à entrer dans l'enceinte sacrée, il est accueilli par les statuettes des dieux Montou-Rê et Amon-Rê, encadrées par les photos géantes, en angle droit, du bas-relief de la procession de la barque d'Amon et du dromos du temple.
Plusieurs stèles sont présentées dans ces salles aux murs sombres, comme la stèle dite du bannissement pesant près de 800 kg et accordant le pardon aux hommes bannis dans les oasis, ou la stèle funéraire d'Ireretj, père divin d'Osiris et orfèvre du domaine d'Amon. L'une d'elles, celle d'Horkhebit, prophète d'Amon, fils de Hor, provient du British Museum. D'autres objets séparés depuis longtemps sont réunis à l'occasion de l'exposition, comme le cercueil de Néhemsymontou, chef de la conduite de la barque d'Amon dans la troisième équipe, en bois de figuier sycomore, conservé au musée-château de Boulogne-sur-Mer, et son cartonnage en toile de lin conservé par le musée de Grenoble. De nombreux objets plus petits et ayant appartenu à des prêtres soulignent leur pouvoir spirituel et temporel, comme le pectoral en or de Pinedjem Ier, une statuette en bronze d'un prêtre en adoration ou la statue cube de Hor, gouverneur de Thèbes, prêtée par le Musée égyptien de Berlin.
Au fond de la salle, deux cercueils datant de la XXIe dynastie sont exposés côte à côte. Le premier, pourvu d'une couverture, est le cercueil intérieur du prêtre Soutymès, directeur du trésor et scribe en chef du temple d'Amon. Le second est le cercueil extérieur, capable d'accueillir le premier à la façon de poupées russes, les deux ensembles étant en bois stuqué et peint. Sur les deux couvercles ainsi que sur la couverture posée directement sur la momie, le défunt est représenté le corps enveloppé dans un linceul. C'est aussi l'occasion de présenter la couverture de Soutymès dans une présentation différente de celle du Louvre où il est conservé, et notamment avec sa barbe factice pour la première fois. Un vaste papyrus au décor peint prêté par la Bibliothèque nationale de France termine cette troisième partie, celui de Séramon, directeur des recrues du domaine d'Amon, mais aussi prêtre-ouâb à l'avant de Mout.

### Les femmes dans le domaine d'Amon

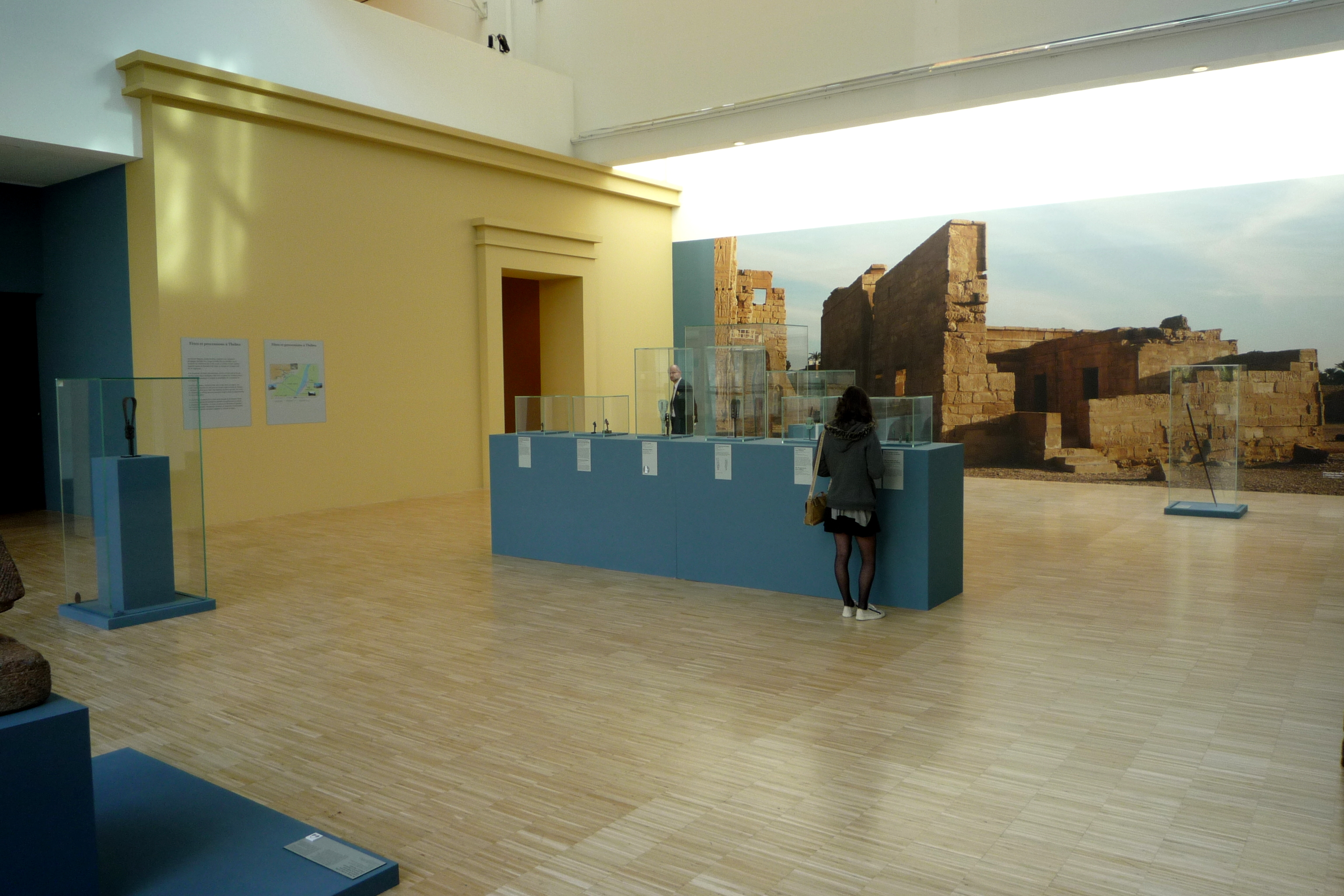
Dernière salle aménagée dans le patio.

La quatrième partie de l'exposition (la plus grande), aux murs bleu-gris, consacrée au clergé féminin —   et plus particulièrement aux adoratrices d'Amon,  « épouses et mains du dieu » — souligne le rôle crucial de ces princesses royales dans les rituels du culte : elles sont chargées de veiller au maintien et à la renaissance permanente du monde.
Au centre d'une première salle, trône une imposante statue en granit de la déesse Sekhmet (XVIIIe dynastie). Remployée durant la XXIIe dynastie par Sheshonq Ier, elle est l'attraction de la salle. Cependant, la reproduction grandeur nature, grâce à l'assemblage de clichés par photogrammétrie numérique de la plus petite chapelle du complexe religieux de Karnak, représente le plus gros objet présent de l'exposition. Dans cette chapelle dédiée à Osiris Nebânkh par la divine adoratrice Chepenoupet II et le roi Taharqa elle accomplissait les rituels de régénération du dieu mort (auquel Amon était assimilé). À proximité, est installée la statue de grande taille en granit gris d'Isis allaitant Horus datant de la XXVe dynastie. Deux statuettes représentent aussi Isis allaitant Horus, dont l'une remonte à la XXVIe dynastie. De nombreuses autres statuettes sont exposées comme celle d'Amon-Rê et Mout, seigneurs de Karnak assis sur un trône commun, celle d'Ahmès-Néfertary, reine et épouse du dieu ou celle confondue d'Isis-Hathor en bronze noir niellé d'argent. La salle renferme également des statues cube de chambellans et d'intendants de divines adoratrices, notamment celle d'Harouah, grand intendant d'Amenardis Ire vers -700 ou encore celle d'Akhimenrou, son chambellan.
Le parcours se termine en éclairage naturel, dans le patio aménagé, où figurent divers instruments du culte — sistres, égides, ménats, claquoirs — utilisés par les chanteuses d'Amon dans les rituels et les processions. Au centre de la salle, une statuette en bronze aux yeux plaqués d'or représente la déesse Bastet au corps de femme et à la tête de chatte, datant de la fin de la Troisième Période intermédiaire. Le dernier objet de l'exposition, avant de franchir la porte qui ramène à la galerie centrale, est le cercueil d'Hatchepsout, chanteuse d'Amon-Rê de la XXIe dynastie, en bois stuqué et peint, présenté verticalement, qui appartient au musée de Grenoble.

## Ouverture internationale
Dans le cadre de l'exposition, le colloque Clergés et cultes thébains des Libyens aux Saïtes se déroule à Grenoble les 11 et 12 janvier 2019, avec la collaboration du Musée de Grenoble, du Musée du Louvre, de Sorbonne-Université et de la Société française d'égyptologie. Les chercheurs présents sont invités à présenter leurs communications portant sur différents aspects des cultes thébains. Ces actes feront l'objet d'une publication. 

## Galerie

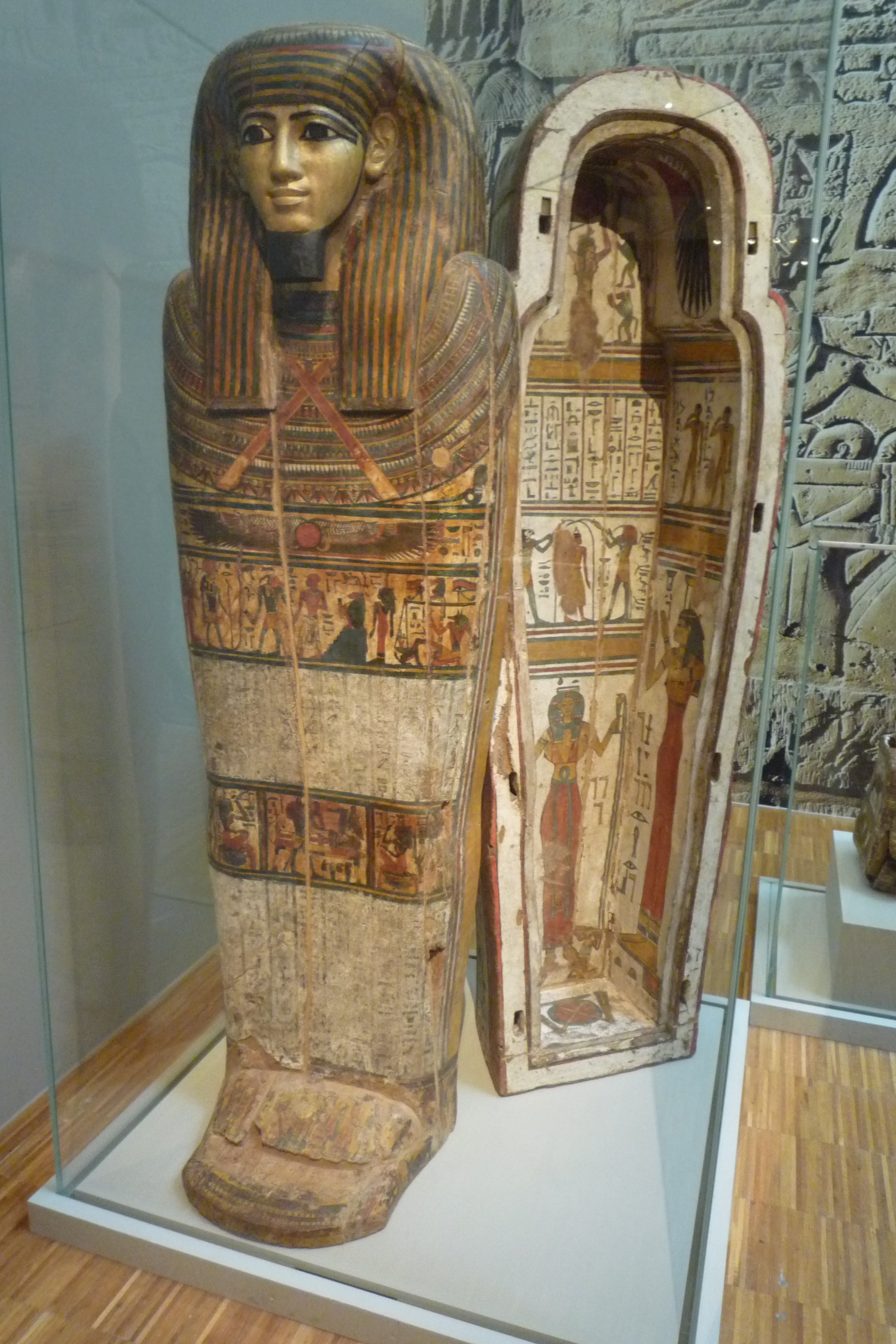
Cercueil de Néhemsymontou
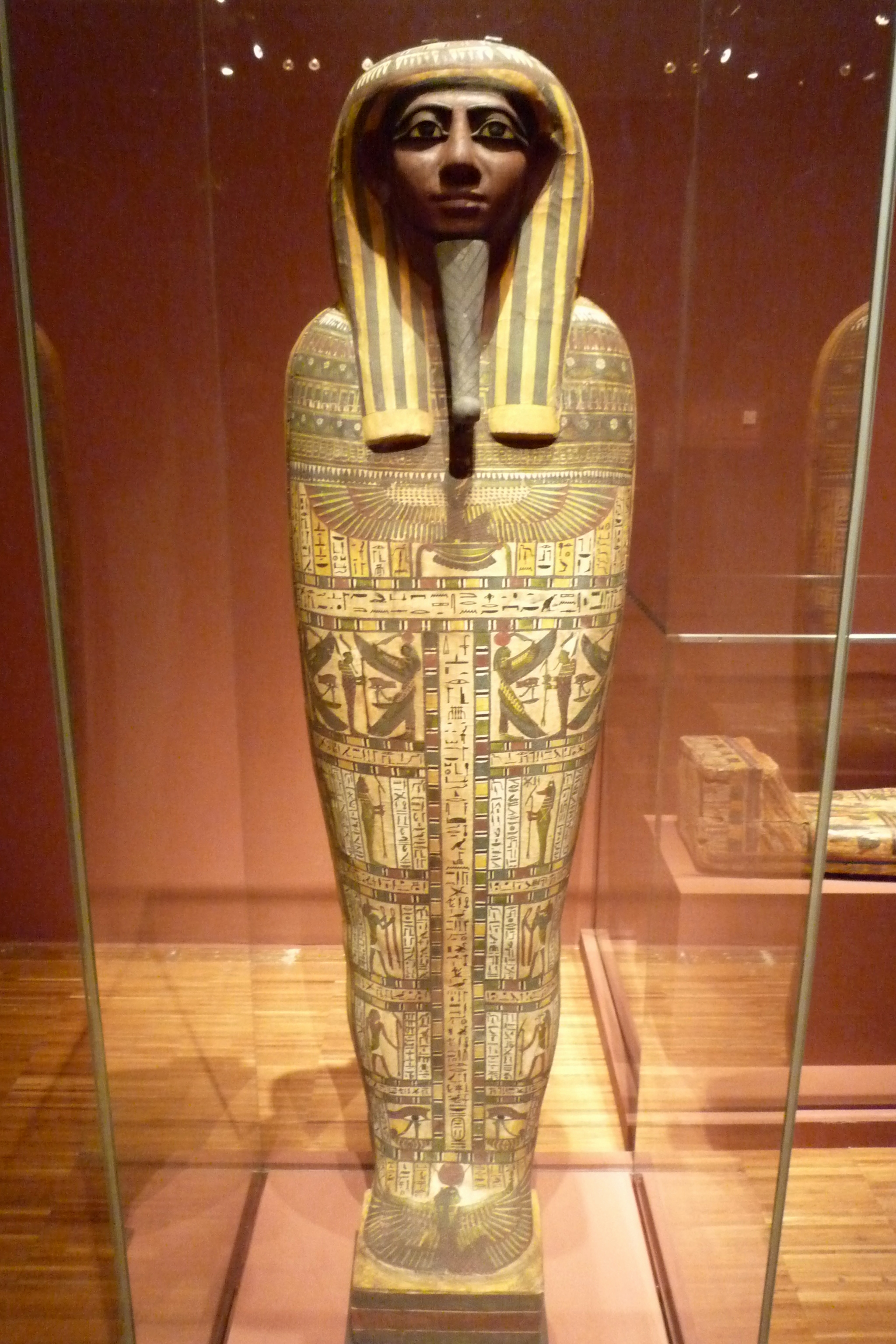
Couvercle du cercueil intérieur de Pamy
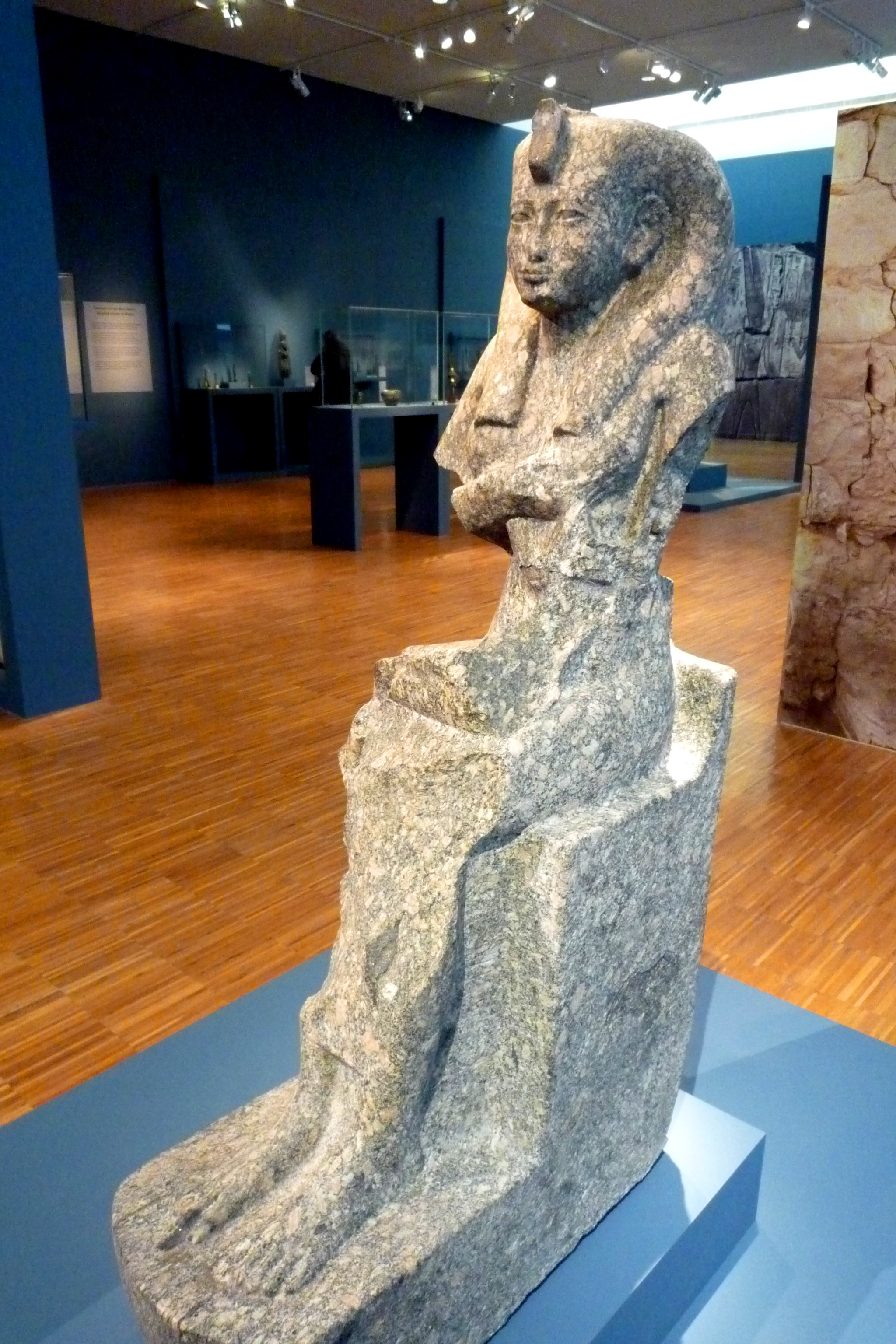
Isis allaitant Horus dédiée pour Chepenoupet II
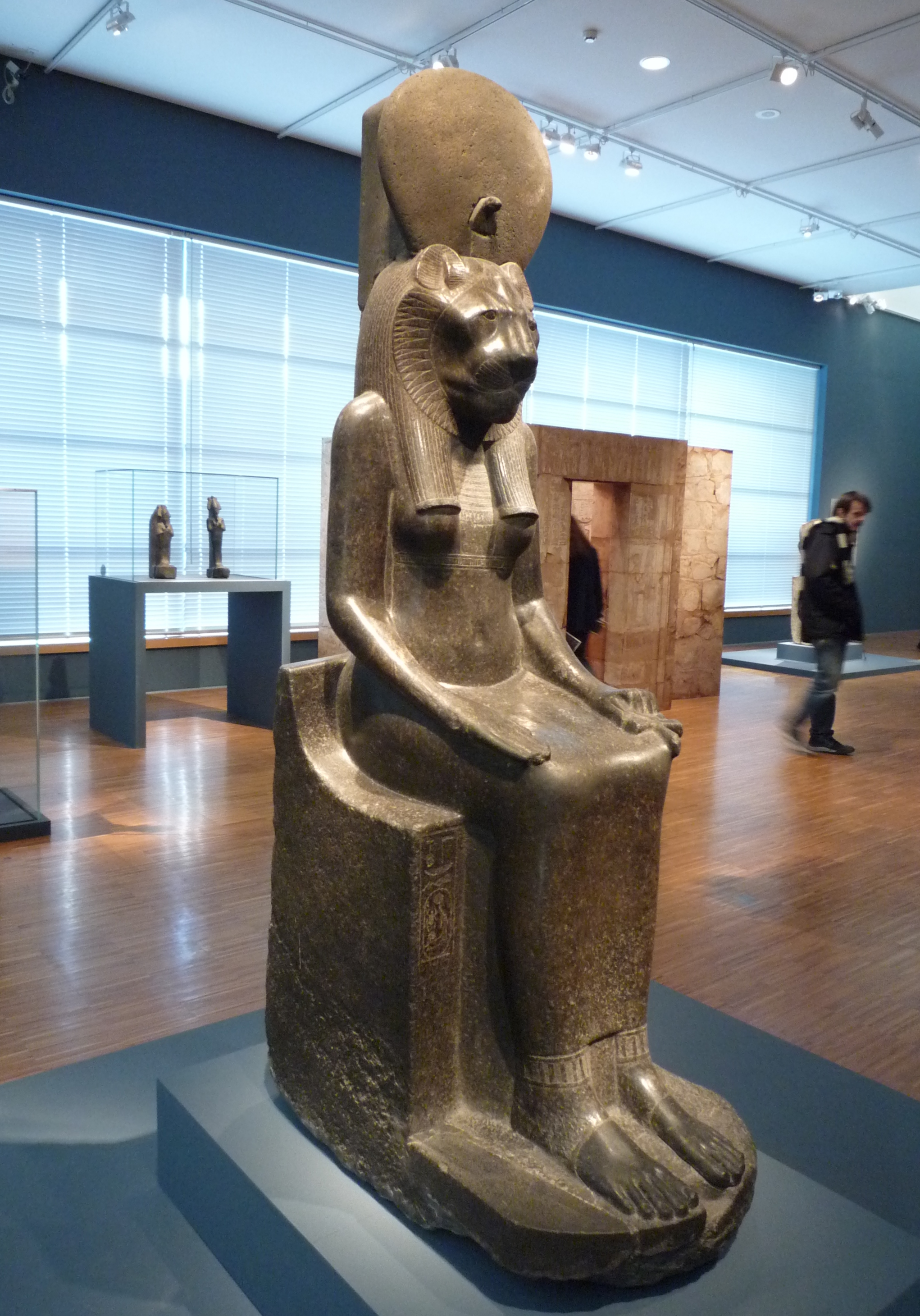
Déesse Sekhmet remployée par Sheshonq Ier
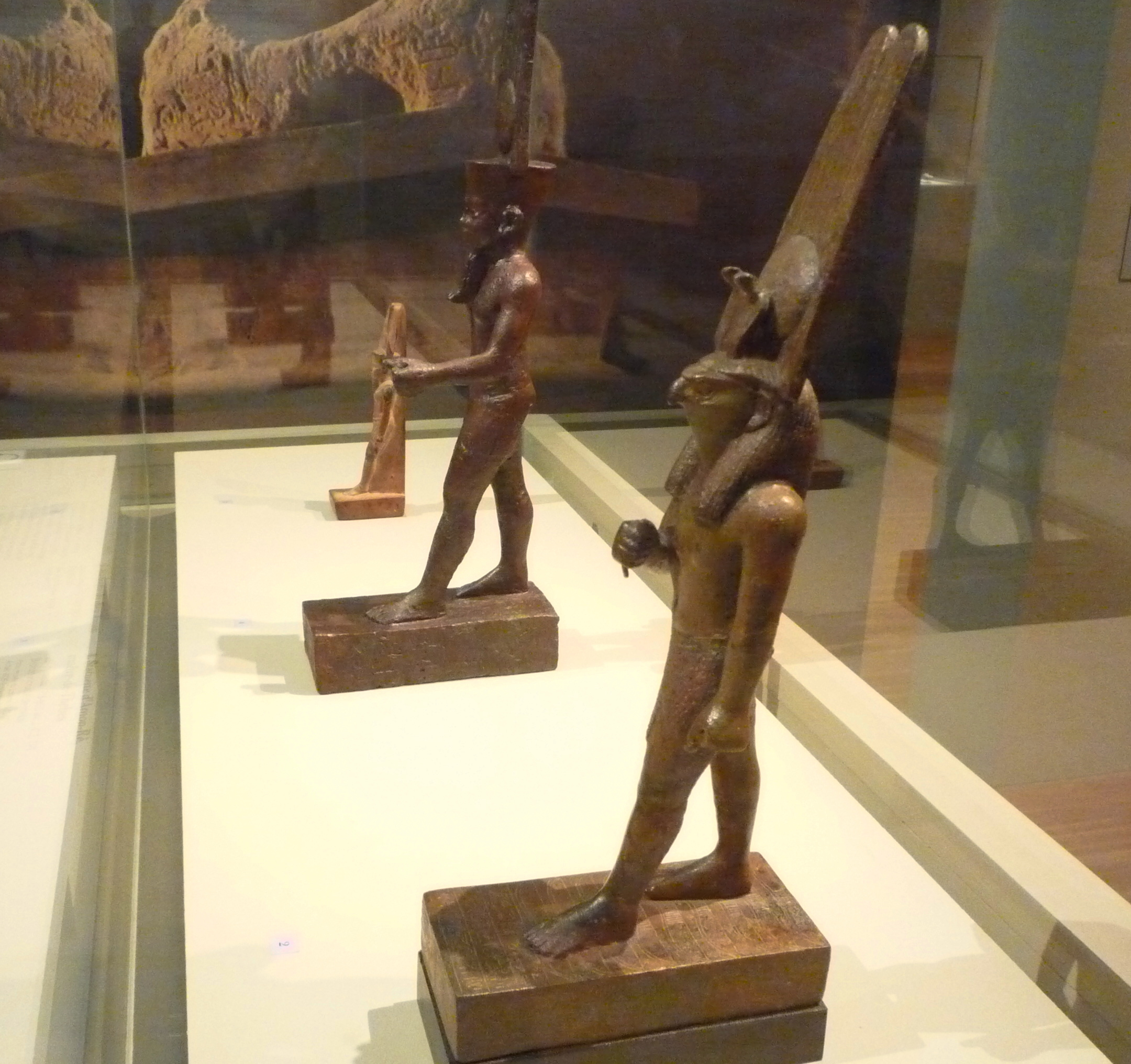
Le dieu Montou-Rê
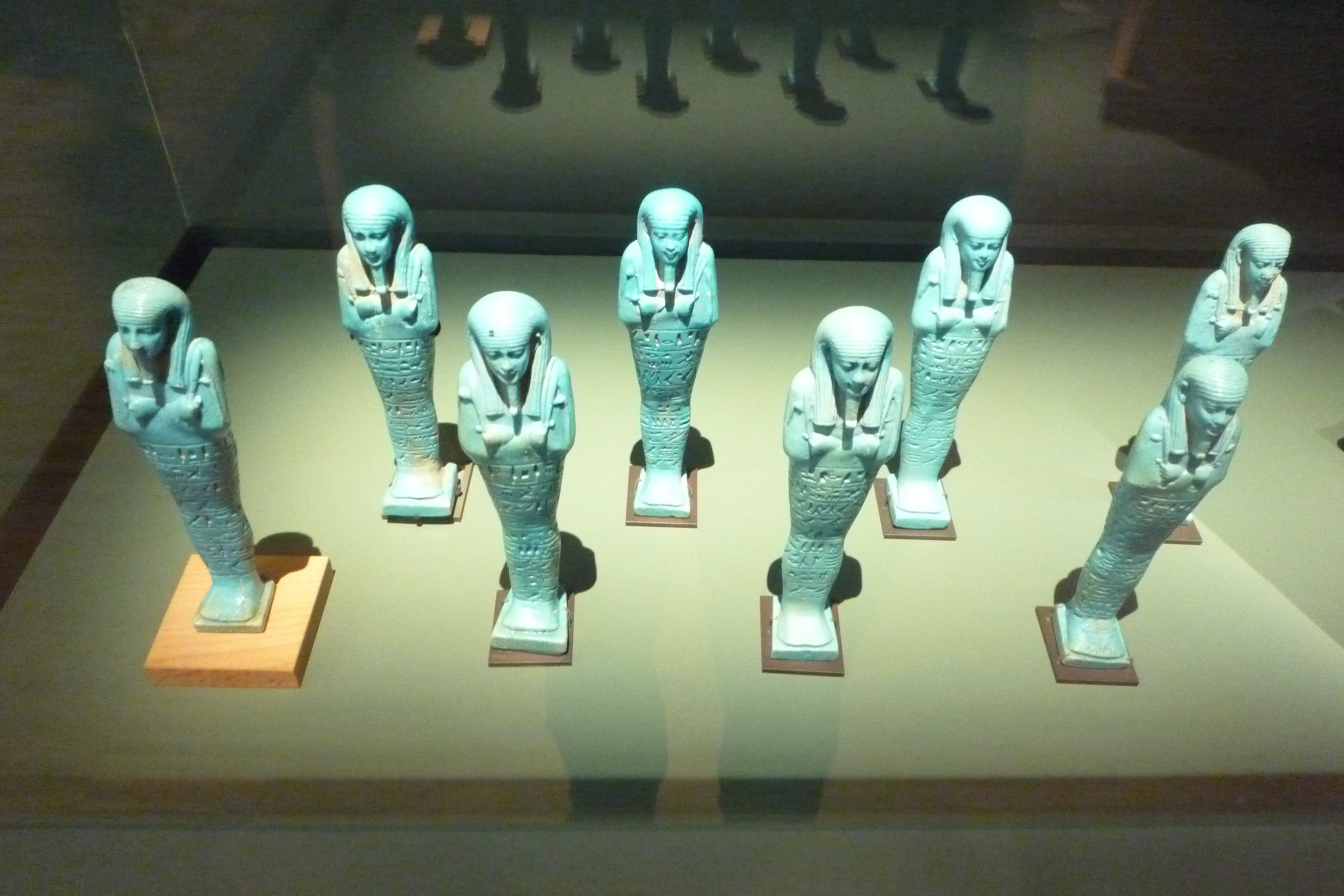
Ouchebtis de Psammétique, celui de gauche appartenant au Musée de Grenoble
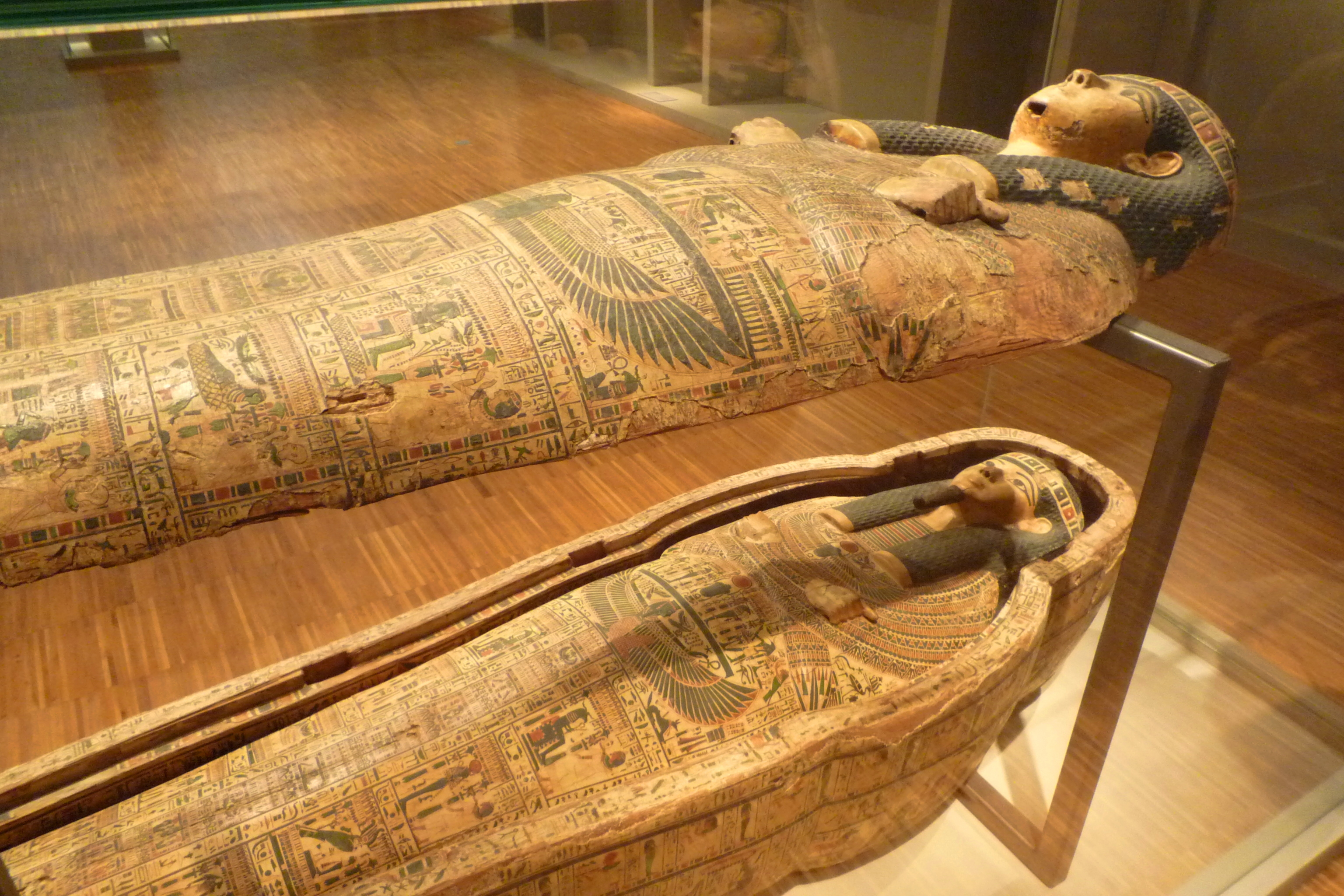
Cercueil intérieur de Soutymès (couvercle et cuve contenant une couverture de momie)
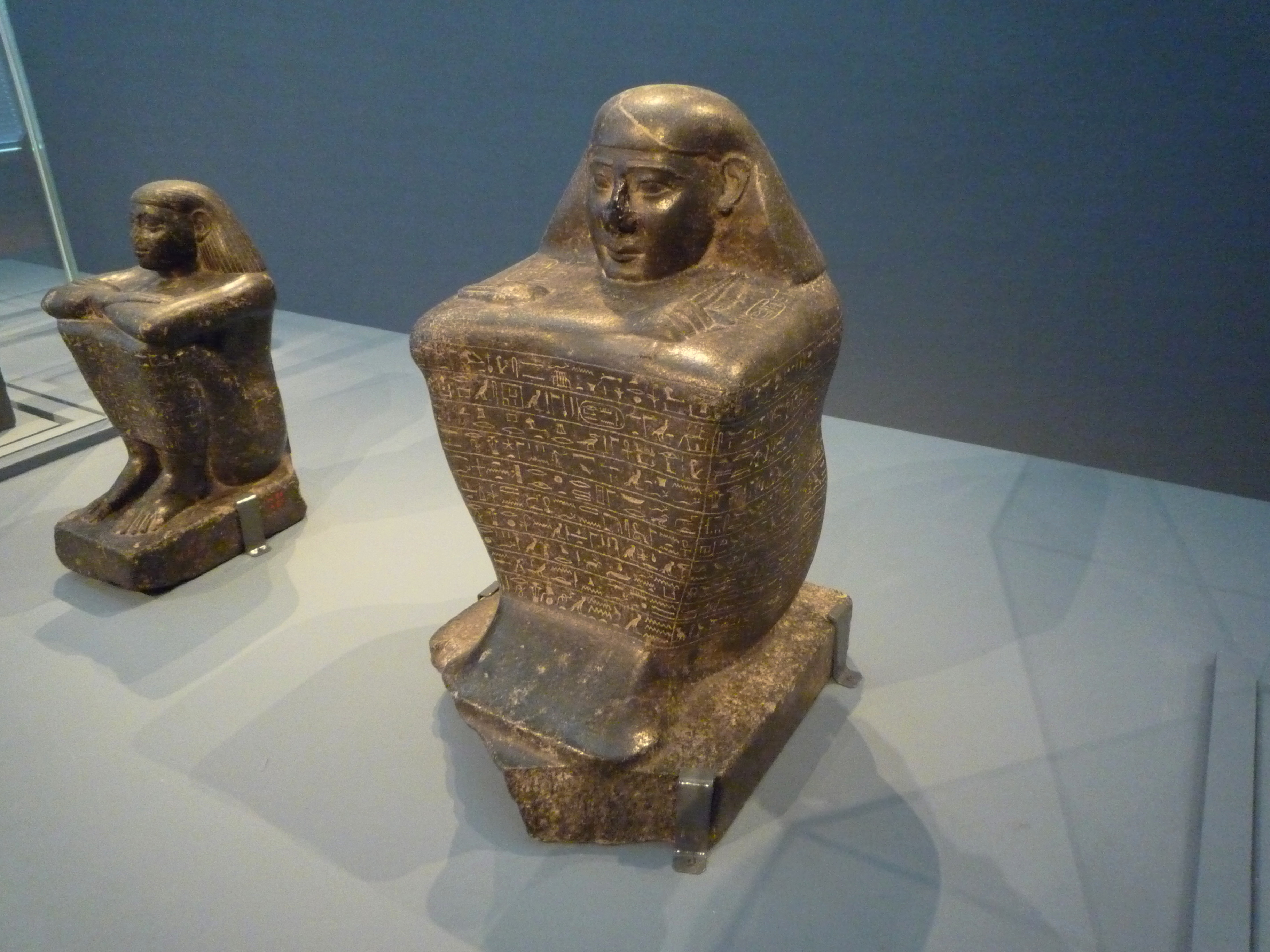
Statue cube d'Harouah, grand intendant d'Amenardis Ire
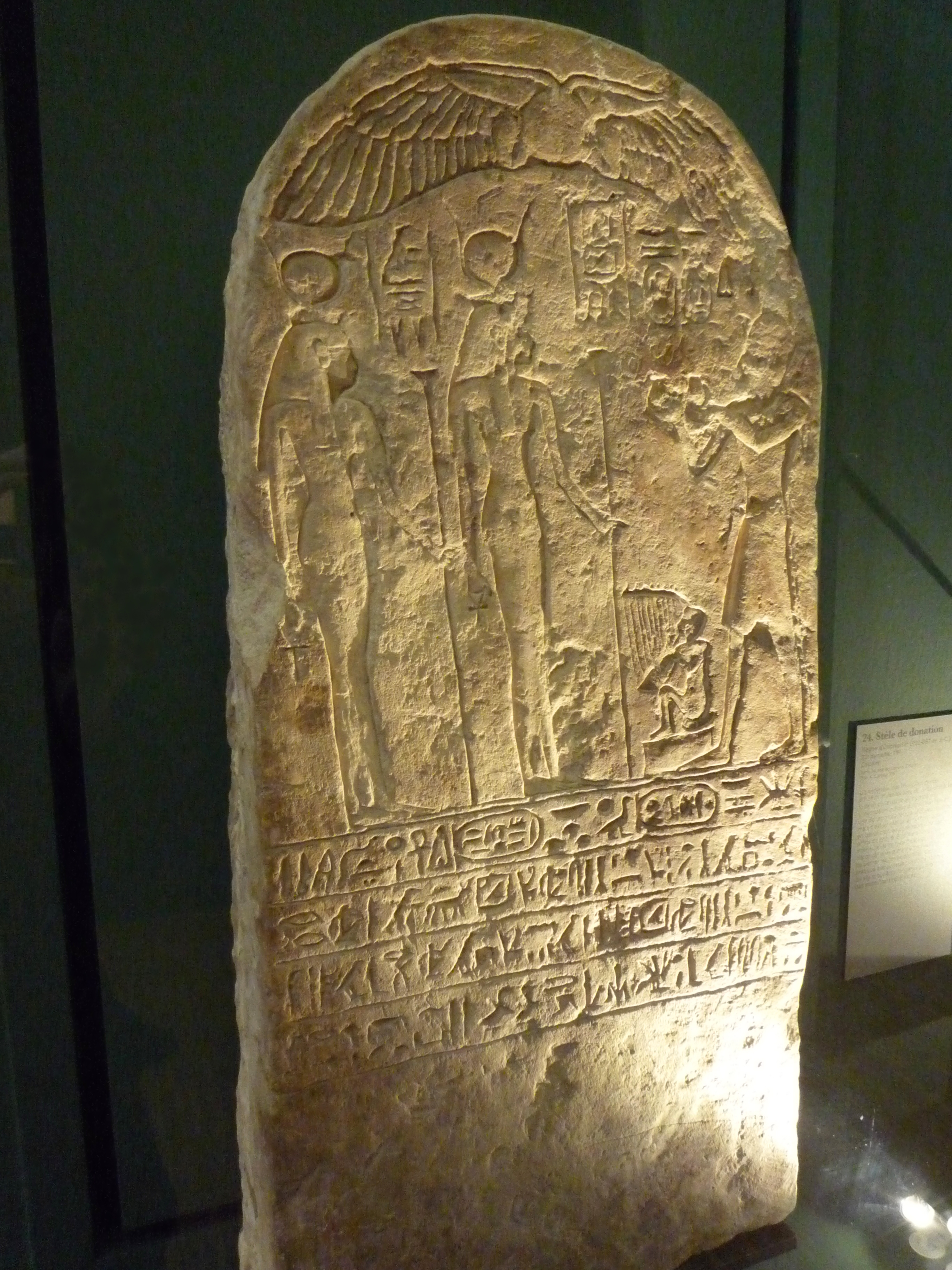
Stèle de donation, règne d'Osorkon Ier
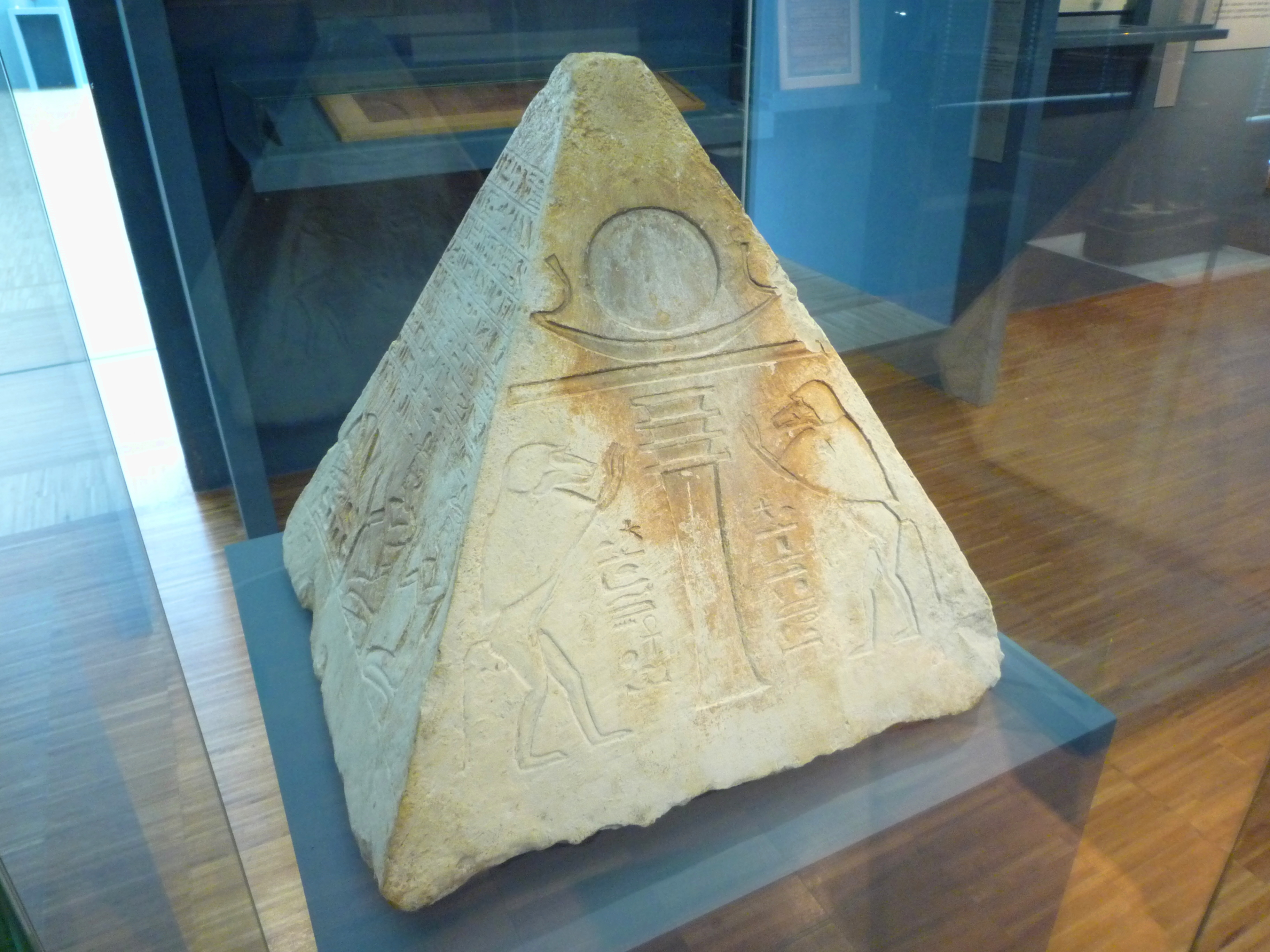
Pyramidion avec un hymne à Rê

### Catalogue d'exposition
- Florence Gombert-Meurice et Frédéric Payraudeau, Servir les dieux d'Égypte : Divines adoratrices, chanteuses et prêtres d'Amon à Thèbes, Paris, Somogy éditions d'art, 2018, 360 p. (ISBN 978-2-7572-1480-0)